# RNA-Editing
RNA-Editing (aus dem Englischen), deutsch RNA-Edierung oder RNA-Edieren, ist ein biochemischer Vorgang innerhalb bestimmter Zellen oder Zellorganellen, der im Verlauf der Genexpression stattfinden kann und die Wiedergabe genetischer Information abändert.
Hierbei wird nach der Transkription und vor einer Translation die Nukleotid-Sequenz des Transkripts hinsichtlich einzelner Nukleinbasen der Messenger-RNA umgeändert; es stimmt dann nicht mehr mit der ursprünglichen genomischen Nukleotid-Sequenz der DNA überein. Das RNA-Edieren stellt eine wichtige Form posttranskriptioneller Modifikation dar (siehe RNA-Prozessierung). Neben dem (kotranskriptionellen) Spleißen (englisch Splicing) wird durch RNA-Edierung die Diversität des Transkriptoms vergrößert und so auch eine wesentlich höhere Proteinvielfalt ermöglicht.
Grundsätzlich unterscheidet man beim RNA-Edieren zwischen Vorgängen, bei denen einzelne oder mehrere Nukleotide in die RNA eingefügt oder entfernt werden, was Insertions/Deletions-Editing genannt wird, und solchen, bei denen einzelne Nukleinbasen oder Ribosen eines RNA-Strangs chemisch modifiziert werden, beispielsweise ein Desaminieren von Adenosin (A) zu Inosin (I) oder eine Konversion von Uridin (U) zu Pseudouridin (Ψ), was spezieller auch RNA-Modifikation heißt.

## RNA-Editing in Trypanosomen
In den Mitochondrien von Trypanosomen – Organismen, die sich zusätzlich durch eine weitere ungewöhnliche Form der RNA-Prozessierung auszeichnen, das Transspleißen – tritt in großem Umfang Insertions- und Deletions-Editing auf. Fast jedes zweite der Ribonukleotide mit der Nukleobase Uracil – der Uridine – in den mitochondriellen mRNAs wird mithilfe eines sogenannten Editosoms in das primäre Transkript eingefügt. Hierbei spielen sogenannte guide-RNAs sowohl für die Spezifität des Editosoms als auch für das Einfügen von Uridin-Einheiten unterschiedlicher Anzahl eine wichtige Rolle (vergleiche snoRNAs, die eine ähnliche Funktion erfüllen).

## RNA-Editing in höheren Eukaryoten
In höheren Eukaryoten wie beispielsweise Säugetieren ist fast ausschließlich die chemische Modifikation einzelner Nukleotide als Editiermodus anzutreffen. Zu diesen RNA-Modifikationen zählen die Konversion von Uridin zu Pseudouridin und die 2’-OH-Methylierung von Ribosen (z. B. in ribosomalen RNAs, tRNAs und snRNAs); sie sind in vielen Fällen abhängig von Komplexen aus snoRNAs und Proteinen, den snoRNPs, und den verwandten scaRNPs. Weitaus verbreiteter ist aber die direkte enzymatische Veränderung von Basen, ohne Mithilfe von guide-RNAs. Vor allem Adenosin-Desaminasen (englisch adenosine deaminase acting on RNA, ADAR) desaminieren im menschlichen Transkriptom eine erhebliche Anzahl von Adenosinresten in RNA zu Inosin – das sich in der Basenpaarung wie Guanosin verhält – und verändern somit die Information von Tausenden von Transkripten, mit weitreichenden Folgen für Splicing, RNA-Stabilität und Translation.
Ein anderes gut untersuchtes Beispiel für RNA-Editing stellt die mRNA von ApoB dar, in der gewebsspezifisch ein „C-zu-U-Editing“ als Desaminierung stattfindet. In der edierten RNA entsteht damit ein Stop-Codon, was bei der Translation zu einer verkürzten Isoform des Apolipoproteins B führt. Das Protein APOBEC-1 im hierbei katalytisch wirksamen Proteinkomplex ist ein prominenter Vertreter der gleichnamigen Proteinfamilie (APOBEC), die daneben auch Cytidin-Desaminasen (als englisch activation-induced cytidine deaminases, AICDA) umfasst. Ein weiteres Beispiel ist der Serotonin-Rezeptor 5-HT2C, dessen Spezifität für G-Proteine durch RNA-Editing so angepasst wird, dass in der Folge unterschiedliche Signaltransduktionswege beeinflusst werden können. Auch eine große Zahl spezifischer Transkripte in Zellen des Nervengewebes zählt zu den Zielen der Editing-Maschinerie (Kalium-Kanal Kv1.1, Glutamat-Rezeptor etc.).
Eine wichtige Funktion des RNA-Editings besteht in der Unterdrückung der Retrotransposition, vornehmlich von Alu-Elementen, und in der Abwehr von RNA-Viren (inklusive Retroviren, z. B. von HIV-RNA) beziehungsweise von DNA-Viren mit genomischer RNA-Zwischenstufe (Pararetroviren, z. B. der prägenomischen RNA des Hepatitis-B-Virus). Auch die Diversität von Antikörpern wird mittels RNA-Editing erhöht.
Kalmare sind für ihr ausgeprägtes RNA-Editing bekannt. In den Nervenzellen dieser Tintenfische findet ein ADAR-vermitteltes Editing in großem Umfang auch außerhalb des Zellkerns (Nukleus) statt, insbesondere im Zytoplasma ihrer Riesenaxone, als regionspezifisch geregelte Prozessierung.

## RNA-Editing in Pflanzen
In Plastiden von Samenpflanzen findet ein „C-zu-U-Editing“ statt, wodurch etwa 20 bis 40 Nukleotide des Transkiptoms verändert werden. In den Mitochondrien höherer Landpflanzen sind diese Veränderungen weitaus ausgeprägter; hier gibt es kein Gen, dessen Transkript nicht einer RNA-Modifikation unterliegt. Der Anteil der veränderten Nukleotide kann bis zu 20 % einer Gensequenz betragen. In niederen Pflanzen – wie Algen bis hin zu Lebermoosen – kommt RNA-Edition dagegen nicht vor.

## Erkrankungen durch Störung des RNA-Editing
Störungen des RNA-Editing-Apparates tragen vermutlich auch zu verschiedenen Erkrankungen des Menschen bei. Vermutet wird dies beispielsweise für die Amyotrophe Lateralsklerose (ALS) und für gewisse Formen von Epilepsie, Schizophrenie und bestimmten neuronalen Erkrankungen.